# Pseudocercospora eucalyptorum
Pseudocercospora eucalyptorum är en svampart som beskrevs av Crous, M.J. Wingf., Marasas & B. Sutton 1989. Pseudocercospora eucalyptorum ingår i släktet Pseudocercospora och familjen Mycosphaerellaceae.   Inga underarter finns listade i Catalogue of Life.